# 헨리크 구레츠키

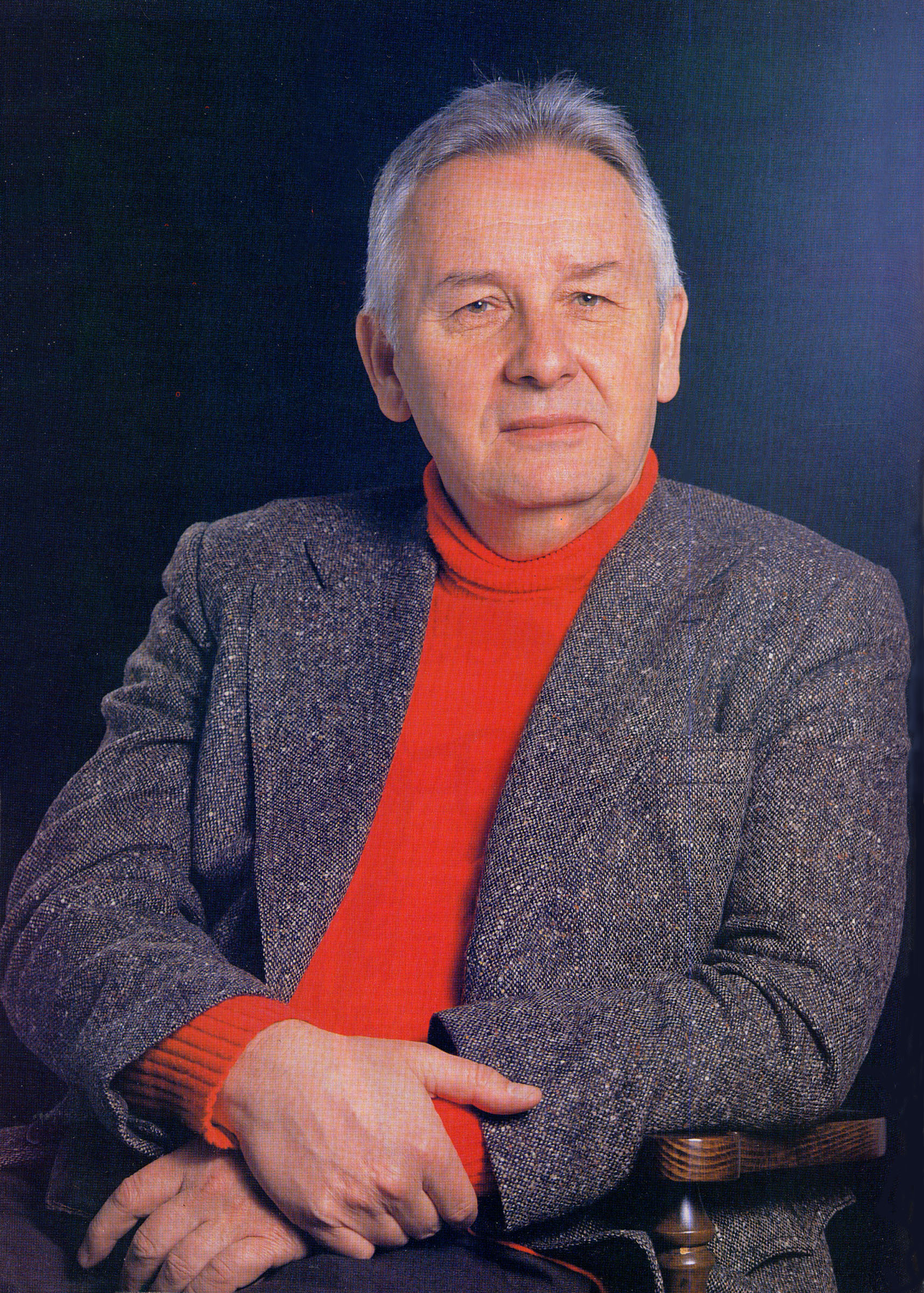

헨리크 구레츠키(폴란드어: Henryk Mikołaj Górecki, 1933년 12월 6일 ~ 2010년 11월 12일)는 폴란드의 현대 클래식 음악 작곡가이다. 평론가 알렉스 로스에 따르면 구레츠키만큼 매우 상업적인 성공을 거둔 근래의 클래식 작곡가는 존재하지 않는다.구레츠키는 스탈린 문화 해빙기 이후 폴란드 아방가르드의 주도적인 인물이 되었다. 1950년대와 1960년대의 베베른에 영향을 미친 음렬주의 작품들은 불협화음적 모더니즘을 고수하는 것이 특징이며 루이지 노노, 카를하인츠 슈토크하우젠, 크시슈토프 펜데레츠키, Kazimierz Serocki의 영향을 받았다. 1960년대 통틀어 감독일을 계속했다.
구레츠키는 1980년대 중반~말기까지 폴란드 밖에서는 잘 알려져 있지 않다가 1990년대 들어 명성이 도래했다.
프랑스 파리에서 공부한 짧은 기간과 베를린에서의 짧은 생활을 제외하고 구레츠키는 폴란드 남부에서 대부분의 삶을 보냈다.